# Barranc de Guardiola
El Barranc de Guardiola és un torrent afluent per l'esquerra de la Riera de Madrona que neix a poc més de mig km. a l'est de la masia de lo Masucó. De direcció global cap a l'una del rellotge, desguassa al seu col·lector a poc més de 500 m. al nord-oest de la Masia Cremada.

## Municipis per on passa
Des del seu naixement, el Barranc de Guardiola passa successivament pels següents termes municipals.
|                                                                         | Longitud (en m.) | % del recorregut |
| ----------------------------------------------------------------------- | ---------------- | ---------------- |
| Per l'interior del municipi de Vilanova de l'Aguda                      | 841              | 27,75%           |
| Fent frontera entre el municipi de Vilanova de l'Aguda i el de Bassella | 275              | 9,07%            |
| Fent frontera entre el municipi de Pinell de Solsonès i el de Bassella  | 1.915            | 63,18%           |

## Xarxa hidrogràfica
La seva xarxa hidrogràfica està constituïda per 26 cursos fluvials la longitud total dels quals suma 14.797 m.

### Distribució municipal
El conjunt de la xarxa hidrogràfica transcorre pels següents termes municipals: